# Солински канал
Солински канал се налази на острву Мљет и уз Велико и Мало језеро представља најпосећеније место националног парка Мљет. Солински канал се налази између отвореног мора и Великог језера, па представља први контакт са мљетским језерима ако се долази са мора. Релативно је заштићен од ветрова, премда се налази на јужној страни острва у непосредној близини отвореног мора па са источне стране (Лука Гонотурска) понекад дува орканска бура и југо. На почетку канала, на месту које локално становништво зове Врата од Солина, налази се камени крст којег су поставили Бенедиктинци када су дошли на острво. У каналу је постављена брана која спречава улазак смећа у Велико језеро, али омогућава излазак истог без већих проблема. У каналу се почетком 19. века развио заселак Солине.